# Tommy Armour
Thomas Dickson Armour (* 24. September 1894 in Edinburgh; † 11. September 1968) war ein schottisch-US-amerikanischer Profi-Golfer. Er war dreifacher Major-Sieger. Im Jahr 1976 wurde er in die World Golf Hall of Fame aufgenommen.

## Herkunft und Zeit als Profi
Armour wurde in der schottischen Hauptstadt Edinburgh geboren. Er studierte am renommierten Fettes College und an der Universität von Edinburgh. Während seines Einsatzes im Ersten Weltkrieg wurde er schwer verwundet. Er verlor bei einer Senfgas-Explosion sein Augenlicht zunächst vollständig und blieb den Rest seines Lebens auf dem linken Auge blind. Im Kopf und im linken Arm trug er zudem Metall-Platten. Während seiner Genesung begann er das Golfspielen.
1924 wurde Armour bereits Profi. Mittlerweile lebte er in den USA und wurde US-amerikanischer Staatsbürger. Seine Bilanz ist sehenswert. Als Drittem von insgesamt neun Spielern siegte er bei den drei Majors Masters, British Open und der PGA Championship. Seine 25 Siege auf der PGA-Tour setzten eine Marke, die nur von gut 20 anderen Spielern übertroffen wurden. Insbesondere sein präzises Spiel mit den Eisen galt zu seiner Zeit als unübertroffen.
Zur Plage wurde ihm das Putten. Er gilt als Schöpfer das lautmalerischen Begriffes Yips, eines unkontrollierten Muskelzuckens, welches das genaue Spielen des Balles unmöglich macht. Überliefert ist folgendes Zitat: "Once you got 'em, you have 'em." Armour sollte von den Yips nie wieder kuriert werden.

## Lebemann, Golflehrer und Schlägerdesigner
The Silver Scot wie er aufgrund seiner silbergrauen Haare genannt wurde, war nicht nur durch seinen eleganten, flüssigen Golfschwung populär. Sein Charme und sein europäischer Modestil trugen zu seiner Beliebtheit bei.
Seiner Zeit voraus war er durch die Veröffentlichung des Buches How to Play Your Best Golf All the Time. Das gemeinsam mit Herb Graffis veröffentlichte Werk war jahrelang ein Bestseller. Bereits im Jahr der Veröffentlichung, 1953, verkaufte es sich 400.000 mal. Zudem machte er sich als Trainer, im Sommer in Winged Foot, im Winter in Boca Raton, einen Namen. Babe Zaharias und der US-Open-Sieger Lawson Little gehörten zu seinen Schülern.
Auch als Schlägerdesigner bewies Armour ein gutes Händchen. Die 845 CB Silver Scot Eisen gelten als die bis heute meistverkauften Eisenschläger. Das im Jahr 1949 veröffentlichte Schlägermodell Silver Scot Tourney 915T wurde in präparierter Form noch im Jahr 1973 von Johnny Miller verwendet, der damit die US-Open mit einer 63 gewann. Selbst 40 Jahre nach seinem Tod hatte Tommy Armour als Marke noch einen so guten Klang, dass sie 2008 wiederbelebt wurde. 
2002 wurde Tommy Armour in die Scottish Sports Hall of Fame aufgenommen.

## PGA Tour Siege (25)
- 1920: Pinehurst Fall Pro-Am Bestball (als Amateur, mit Leo Diegel)
- 1925: Florida West Coast Open
- 1926: Winter Pro Golf Championship
- 1927: Long Beach California Open, El Paso Open, U.S. Open, Canadian Open, Oregon Open
- 1928: Metropolitan Open, Philadelphia Open Championship, Pennsylvania Open Championship, Sacramento Open
- 1929: Western Open
- 1930: Canadian Open, PGA Championship, St. Louis Open
- 1931: British Open
- 1932: Miami International Four-Ball (mit Ed Dudley), Mid-South Bestball (mit Al Watrous), Miami Open
- 1934: Canadian Open, Pinehurst Fall Pro-Pro (mit Bobby Cruickshank)
- 1935: Miami Open
- 1936: Walter Olson Golf Tournament
- 1938: Mid-South Open

Major Championships sind fett gedruckt.

## Ergebnisse bei Major-Turnieren
| Tournament            | 1920 | 1921 | 1922 | 1923 | 1924 | 1925 | 1926 | 1927 | 1928 | 1929 |
| --------------------- | ---- | ---- | ---- | ---- | ---- | ---- | ---- | ---- | ---- | ---- |
| The Masters           | NYF  | NYF  | NYF  | NYF  | NYF  | NYF  | NYF  | NYF  | NYF  | NYF  |
| U.S. Open             | T48  | DNP  | DNP  | WD   | T13  | T38  | T9   | 1    | 16   | T5   |
| The Open Championship | DNP  | DNP  | DNP  | DNP  | DNP  | DNP  | 13   | DNP  | CUT  | 10   |
| PGA Championship      | DNP  | DNP  | DNP  | DNP  | DNP  | QF   | DNP  | QF   | R32  | DNP  |

| Tournament            | 1930 | 1931 | 1932 | 1933 | 1934 | 1935 | 1936 | 1937 | 1938 | 1939 |
| --------------------- | ---- | ---- | ---- | ---- | ---- | ---- | ---- | ---- | ---- | ---- |
| The Masters           | NYF  | NYF  | NYF  | NYF  | DNP  | T37  | T20  | T8   | DNP  | T12  |
| U.S. Open             | 6    | T46  | T21  | T4   | T50  | WD   | T22  | CUT  | 23   | T22  |
| The Open Championship | DNP  | 1    | T15  | DNP  | DNP  | DNP  | DNP  | DNP  | DNP  | DNP  |
| PGA Championship      | 1    | QF   | DNP  | DNP  | R16  | F    | R64  | R64  | DNP  | DNP  |

| Tournament            | 1940 | 1941 | 1942 | 1943 | 1944 | 1945 | 1946 | 1947 | 1948 | 1949 | 1950 |
| --------------------- | ---- | ---- | ---- | ---- | ---- | ---- | ---- | ---- | ---- | ---- | ---- |
| The Masters           | 38   | 38   | T29  | NT   | NT   | NT   | DNP  | DNP  | DNP  | DNP  | DNP  |
| U.S. Open             | T12  | CUT  | NT   | NT   | NT   | NT   | CUT  | CUT  | WD   | DNP  | CUT  |
| The Open Championship | NT   | NT   | NT   | NT   | NT   | NT   | DNP  | DNP  | DNP  | DNP  | DNP  |
| PGA Championship      | DNP  | DNP  | DNP  | NT   | DNP  | DNP  | DNP  | DNP  | DNP  | DNP  | DNP  |

NYF = Masters wurde in diesem Jahr noch nicht gespielt

DNP = nicht angetreten

WD = zurückgezogen

CUT = am Cut gescheitert

"T" = geteilter Rang